# Ораниенбаумский плацдарм

Линии фронта на 21 сентября 1941 года

Ораниенба́умский плацда́рм (также известен как Ораниенба́умский пятачо́к, Примо́рский плацда́рм, Таменго́нтская респу́блика, Лебя́жинская респу́блика, Ма́лая земля́) — область на южном побережье Финского залива, которая была отрезана от основных советских сил в годы Великой Отечественной войны и сыграла значительную роль в обороне Ленинграда.

## Расположение
С запада Ораниенбаумский пятачок был ограничен Керновом, с севера — Финским заливом, с востока — Старым Петергофом, на юг уходил на несколько десятков километров от побережья. Центр плацдарма приходился на форт Красная Горка. Размеры плацдарма: 65 км по фронту, до 25 км в глубину. Западная точка плацдарма — на реке Воронке — являлась самой западной точкой СССР, не занятой войсками вермахта.

## Оборона плацдарма
В 1941 году войска 8-й армии совместно со 2-й и 5-й бригадами морской пехоты при поддержке береговой и корабельной артиллерии Балтийского флота 7 сентября остановили наступление стремившихся захватить Ленинград немецких войск на рубеже Керново, Лубаново, Терентьево, Горлово, Порзолово, Петергоф, где создали устойчивую оборону. Попытка встречным ударом 8-й армии, 42-й армии из Ленинграда и высадкой морского десанта в районе парка Александрия восстановить прямое сообщение с Ленинградом в Стрельнинско-Петергофской операции 5—10 октября не увенчалась успехом.
После ухода с плацдарма основных сил 8-й армии для его удержания 2 ноября 1941 года на базе управления 19-го стрелкового корпуса была создана Приморская оперативная группа фронта (генерал-майор А. Н. Астанин) в составе:
- 48-й стрелковой дивизии им. М. И. Калинина,
- 2-й и 5-й бригад морской пехоты,
- объединённой школы береговой и противовоздушной обороны Балтийского флота и других частей.

В последующем на Ораниенбаумский плацдарм были переброшены 168-я и 98-я стрелковые дивизии и другие части. Балтийский флот поддерживал сухопутные войска на плацдарме огнём корабельной и береговой артиллерии, перевозил войска и грузы. Плацдарм удерживался до начала наступления и соединения советских войск в середине января 1944 года.

## Значение
Благодаря Ораниенбаумскому плацдарму советским силам удалось сохранить контроль над частью акватории Финского залива, прилегающей к Ленинграду, создавать напряжённость в тылу немецких войск и сохранить историческое наследие Ораниенбаума.
С Ораниенбаумского пятачка началась операция «Январский гром» («Нева-2»).

## Командование
Войсками плацдарма с декабря 1942 года до декабрь 1943 года командовал генерал-лейтенант В. З. Романовский, его сменил генерал-лейтенант И. И. Федюнинский, под руководством которого проведена успешная наступательная операция по прорыву линии обороны противника, освобождению Гостилиц, Ропши, Красного Села и дальнейшему продвижению советских войск.

## Памятники Ораниенбаумского пятачка
Значительная доля памятников Ораниенбаумского плацдарма являются частью мемориального комплекса «Зелёного пояса Славы», созданного по инициативе М. А. Дудина. Среди них:

Мемориал «Якорь»

- «Приморский мемориал» — расположен в Старом Петергофе в нескольких сотнях метров к западу от Петродворцового часового завода.
- «Атака» — мемориал, танк на бетонном постаменте, 8 км Гостилицкого шоссе.
- «Якорь» — мемориал, расположенный на 10-м км Гостилицкого шоссе.
- «Январский гром» — мемориал на месте начала наступательной операции «Январский гром», 19 км Гостилицкого шоссе, урочище Порожки.
- «Гостилицкий» — мемориал в посёлке Гостилицы (25 км Гостилицкого шоссе).
- «Дальний рубеж» — мемориал в 5 км к северу от деревни Лопухинка.
- «Берег мужественных» — мемориал у Финского залива близ Керново.

Мемориалы, не входящие в Зелёный пояс Славы:

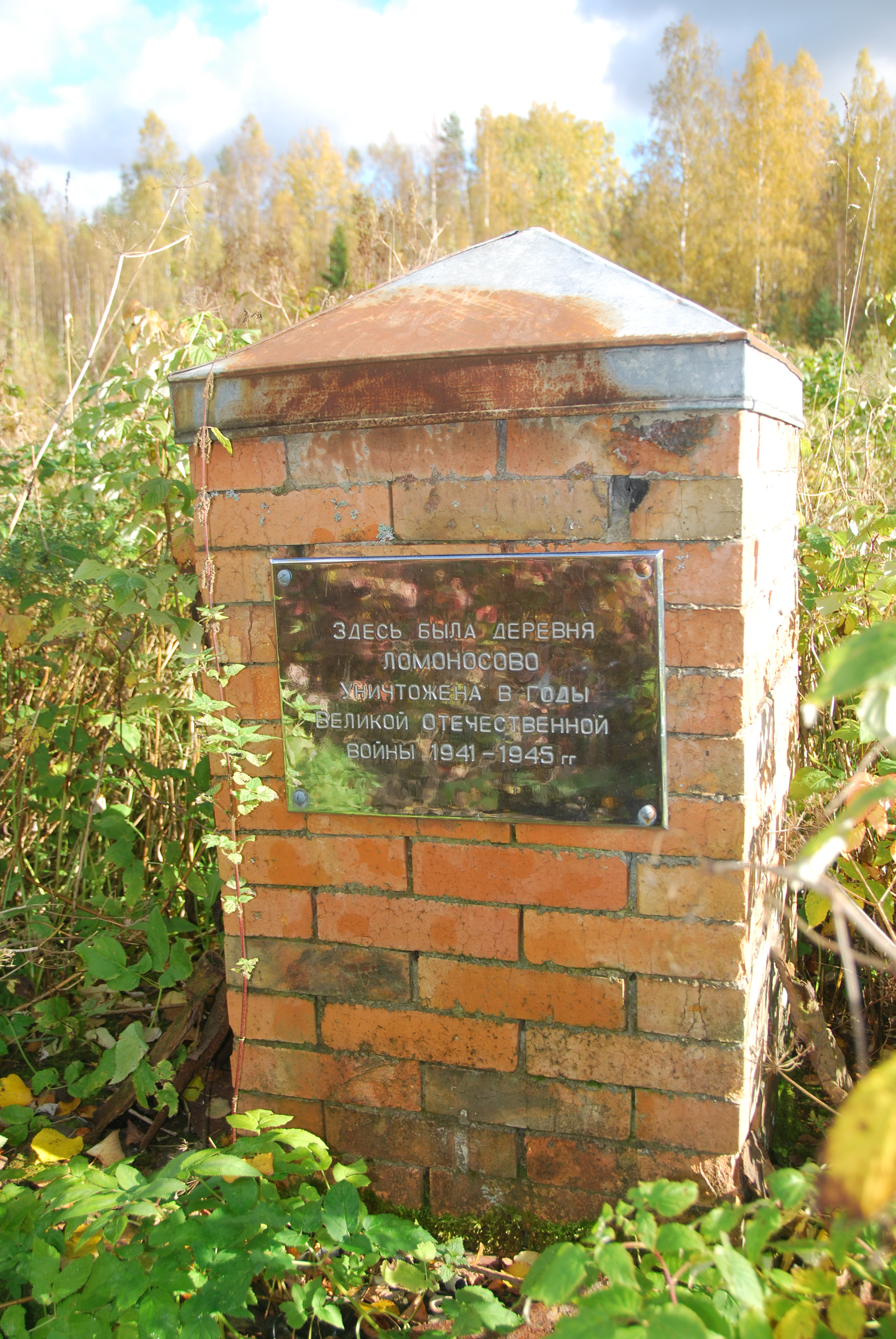
Памятник на месте деревни Ломоносово

- Мартышкинский мемориал — на территории исторического района Мартышкино города Ломоносова.
- «Непокоренная высота» — расположен на горе Колокольне (Гостилицы), возле которой велись ожесточённые бои и на которой с января 1944 года располагался командный пункт командующего Ленинградского фронта генерала армии Л. Говорова.
- Мемориал в урочище Пульман — установлен у братской могилы советских воинов.
- Памятник партизанам и погибшим землякам — монумент в деревне Лопухинка.
- Памятник деревне Готобужи — на правом берегу Воронки севернее деревни Глобицы.
- Памятник защитникам ленинградского неба — посёлок Лебяжье.
- Памятник деревне Лужки-Верхние
- Памятник деревне Лужки-Средние
- Памятник деревне Лужки-Нижние
- Памятник деревне Коровино — на 14-м км Гостилицкого шоссе
- Памятник деревням Усть-Рудица и Нижние Рудицы
- Памятник деревне Тентелево
- Памятник деревне Ломоносово
- Памятный знак в память о д. Тюнелево и подвиге политрука Суханова И. К.[2] — на 6-м км Гостилицкого шоссе.
- Памятник защитникам Ораниембаумского плацдарма — памятник на месте бывшей деревни Елизаветино на реке Воронка